# Teona Strugar Mitevska
Teona Strugar Mitevska (Skopj), 14 de març del 1974) és directora de cinema, guionista i activista pel feminisme, oriünda de Macedònia del Nord.(1)

## Biografia
Entre els 6 i 12 anys, Teona Strugar comença la carrera d'actriu en televisió i teatre a la Macedònia del Nord. Estudia disseny gràfic abans de treballar com a directora d'art. Als 17 anys se'n va de Macedònia, després de la fragmentació de Iugoslàvia. El 1998 es trasllada a Nova York per a estudiar cinema i el 2001 es llicencia en la Tisch School of the Arts, adscrita a la Universitat de Nova York.
Directora compromesa amb l'activisme feminista mitjançant l'art, es defineix a si mateixa com a "femartivista".(1) Per una major igualtat entre hòmens i dones en el món del cinema, cita els treballs de Lucrecia Martel, Claire Denis, Maia Deren, Kira Muratova, Athina Rachel i Ursula Meier com a exemples de referència.
La seua germana, l'actriu i productora Labina Mitevska, interpreta el personatge d'Afrodita en el llargmetratge del seu fill major, Je suis Titov Veles. Vuk Mitevski és especialista en escultura, pintura i disseny gràfic. Des del 2008, ha treballat també en cinema d'animació. Junts, els germans fundaren, al 2001, la productora Sisters and Brother Mitevski Production.

## Carrera professional
El 2001, Teona Strugar Mitevska s'estrenà com a directora amb el curtmetratge Veta, guanyador del Premi Especial del Jurat de la Berlinale.
El seu primer llargmetratge, How I Killed in Saint, es projectà per primera volta en el Festival Internacional de Cinema de Rotterdam el 2004. La pel·lícula exposa part de la vida macedònia del 2001, quan l'exrepública iugoslava evità la guerra civil amb els seus ciutadans albanesos. S'hi relata l'amor d'un germà i una germana frustrats per diferents idees polítiques. En un estil voyeurista pràcticament sense primers plans, la directora transmet de manera realista la preocupació omnipresent d'un estat a la vora de la guerra civil.

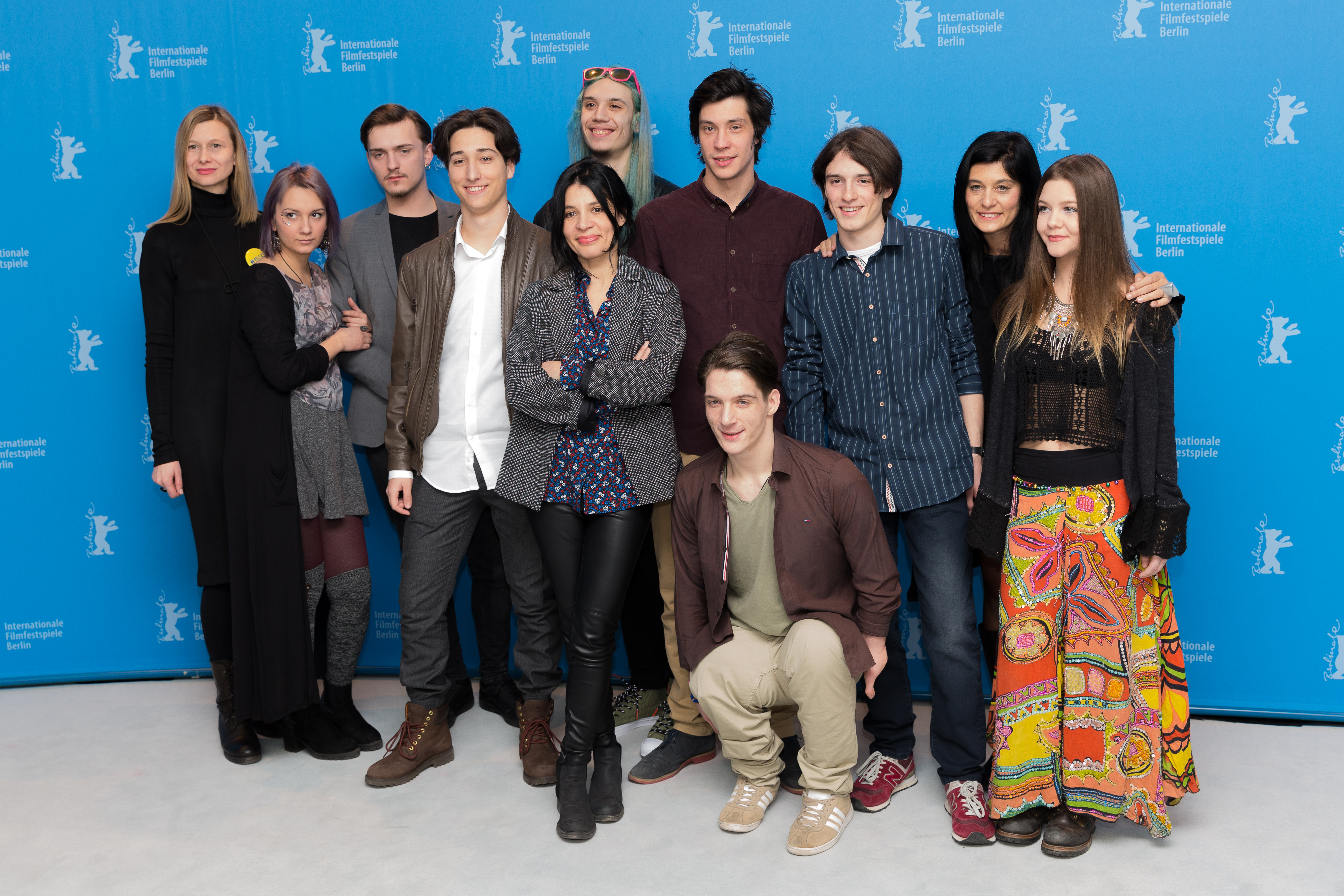
Teona Strugar Mitevska envoltada dels actors per a l'estrena mundial de Quan el dia no tenia nom, a Berlín, al febrer de 2017

El 2008, Teona Strugar Mitevska torna a la Berlinale amb Je suis de Titov Veles ('Soc de Titov Veles'). Projectada en més de 80 festivals arreu del món, el llargmetratge ha guanyat quasi 20 premis internacionals.(2) A la ciutat de Veles, tres germanes en dol per la mort del pare, intenten escapar a l'ambient sufocant de la seua comunitat. L'escenari narra una història contemporània de desintegració urbana a la Macedònia postcomunista.
En The Woman Who Brushed Off Her Tears, del 2012, Victoria Abril i Labina Mitevska interpreten dues mares les biografies personals i paral·leles de les quals convergeixen tot i la distància geogràfica.
El 2017, amb When the day had no name, la directora aplica com a punt de partida un fet real, l'assassinat sense resoldre de quatre adolescents; i té com a objectiu explorar el masclisme arrelat, l'agressió i les tensions culturals que perjudiquen Macedònia. La pel·lícula es presentà en la secció Panorama del 67é Festival Internacional de Cinema de Berlín.
El 2019 va estrenar Déu existeix i es diu Petrunya, inspirada en un cas real. Narra l'audàcia d'una dona emprenyada per la manca d'oportunitats laborals i sense motivació, que, de manera eixelebrada, es llançà per la creu tirada al riu pel sacerdot ortodox en una competició tradicional anual que se suposa reservada als hòmens. La pel·lícula fou reconeguda amb el Premi Lux del Parlament Europeu.

## Filmografia
- 2001: Veta (Curt metratge)
- 2004: How I Killed a Saint
- 2009: Je suis de Titov Veles
- 2012: The Woman Who Brushed Off Her Tears
- 2017: When the day had no name
- 2019: Déu és dona i es diu Petrunya

## Premis i reconeixements
Selecció:
- 2001: Premi Especial del Jurat, Veta, Premi Panorama de l'Acadèmia de Cinema de Nova York, Berlinale, Alemanya
- 2001: Premi al Millor Estudiant de Cinema, Veta, Festival Internacional de Cinema Molodista de Kíiv, Ucraïna
- 2007: Premi especial del jurat, Je suis de Titov Veles, Festival de Cinema de Sarajevo, Bòsnia i Hercegovina
- 2008: Premi Especial del Jurat, Je suis de Titov Veles, Festival de Cinema Europeu de Lecce, Itàlia
- 2008: Premi a la millor pel·lícula, Je suis de Titov Veles, Festival Internacional de Cinema Cinema Jove de València (País Valencià)
- 2008: Premi a la millor pel·lícula, Je suis de Titov Veles, Premi Eastern Panorama
- 2008: Gran Premi del Jurat i Premi al Millor Director, Je suis de Titov Veles, Festival Internacional de Cinema d'Alexandria, Egipte
- 2019: premi Lux del Parlament Europeu amb Déu existeix i es diu Petrunya